# MTV Africa Music Awards 2016
Die MTV Africa Music Awards 2016 wurden am 22. Oktober 2016 verliehen. Die Veranstaltung fand im Ticketpro Dome in Johannesburg, Südafrika statt. Moderatoren waren Bonang Matheban, Yemi Alade und Nomzamo Mbatha.
Gewinner des Abends war Wizkid mit drei Awards, darunter Artist of the Year, best Male Act und Best Collaboration (zusammen mit DJ Maphorisa und DJ Bucks).
Bei der Veranstaltung traten unter anderem Future, Yemi Alade, Nasty C, Babes Wodumo, Cassper Nyovest und Patoranking auf.
Es war die bis dato letzte Veranstaltung dieser Art. 2017 wurde ein Erneuerungsprozess angekündigt. Eine für 2018 angekündigte Veranstaltung entfiel ebenfalls. 2019 bewarb sich Uganda um die Ausrichtung der Veranstaltung, zu der jedoch noch keine genaueren Informationen vorliegen.

## Nominierte und Gewinner
Die Nominierungen wurden im September 2016 verkündet.

### Artist of the Year
Wizkid
- Black Coffee
- Yemi Alade
- Sauti Sol
- Diamond Platnumz

### Song of the Year
Patoranking (featuring Wande Coal) – My Woman, My Everything 
- Sauti Sol (featuring Ali Kiba) – Unconditionally Love
- DJ Maphorisa (featuring Wizkid and DJ Bucks) – Soweto Baby
- Babes Wodumo (featuring Mampintja) – Wololo
- Harrysong (featuring Olamide, Kcee, Iyanya & Orezi) – Reggae Blues
- Korede Bello – Godwin
- Franko – Coller La Petite
- Kwesta (featuring Cassper Nyovest) – Ngud‘
- AKA (featuring Burna Boy, Yanga and Khuli Chana) – Baddest

### Best Male Act
Wizkid
- Black Coffee
- NGA
- AKA
- Diamond Platnumz

### Best Female Act
Yemi Alade
- Josey
- MzVee
- Tiwa Savage
- Vanessa Mdee

### Best Group
Sauti Sol
- Toofan
- R2Bees
- Navy Kenzo
- ZAF

### Best New Act
Tekno
- Babes Wodumo
- Emtee
- Falz
- Franko
- Nasty C
- Nathi
- Simi
- Raymond

### Best Collaboration
Wizkid (featuring DJ Maphorisa and DJ Bucks) – Soweto Baby
- Sauti Sol (featuring Ali Kiba) – Unconditionally Love
- AKA (featuring Burna Boy, Yanga and Khuli Chana) – Baddest
- Patoranking (featuring Sarkodie) – No Kissing Baby

### Best Live Act
Cassper Nyovest
- Stonebwoy
- Flavour
- Mafikizolo
- Eddy Kenzo

### Video Of The Year
Youssoupha – Niquer ma vie (Regie: Antony Abdelli & Jose Eon)
- PhFAT (featuring Al Bairre) – Caviar Dreams (Regie: Daniel Levi)
- Anatii (featuring Nasty C and Cassper Nyovest) – Jump (Regie: Kyle Lewis)
- Sheeba – Kisasi Kimu (Regie: Sasha Vybz)
- Tiwa Savage (featuring Dr. SID) – If I Start to Talk (Regie: Clarence Peters)

### Best Hip-Hop
Emtee
- Riky Rick
- Ycee
- Olamide
- Kiff No Beat

### Best Pop & Alternative
Kyle Deutsch
- Shekinah
- Desmond and the Tutus
- Locnville
- TiMO ODV
- Tresor

### Best Francophone
Serge Beynaud
- J-Rio
- Toofan
- Franko
- Magasco

### Best Lusophone
C4 Pedro
- Preto Show
- Nga
- Lizha James
- Nelson Freitas

### Listener’s Choice
Jah Prayzah
- Adiouza
- L.X.G.
- Sidiki Diabeté
- Bebe Cool
- Burna Boy
- Den G
- EL
- Jay Rox
- Kansoul
- Kiss Daniel
- Lij Michael
- Meddy
- Messias Maricoa
- Prince Kaybee
- Reda Taliani
- Sam Lamjarred
- Sabri Mosbah
- Tamer Hosny
- The Dogg
- Yamoto Band

### Personality Of The Year
Caster Semenya
- Linda Ikeji
- Pearl Thusi
- Wizkid
- Pierre-Emerick Aubameyang

### Best International Act
Drake
- Rihanna
- Beyoncé
- Future
- Adele

### Legend Award
Hugh Masekela